# Claude Bergeaud
Claude Bergeaud (Artigat, 30. travnja 1960.) je bivši francuski košarkaški trener. Vodio je Francusku od 2003. do 2007. godine. Vodio je u Euroligi sezone 1998./99. francuski Pau Orthez iz Paua.

## Trenerska karijera

### Klupska karijera
- 1991. - 1997.  Élan Béarnais Pau-Orthez (Pro A) : asistent treneru
- 1997. - 2002.  Élan Béarnais Pau-Orthez (Pro A)
- 2003. - 2007.  Équipe de France de basket-ball
- 2005. - 2006.  ASVEL Lyon-Villeurbanne (Pro A)
- 2008. - 2010.  Élan béarnais Pau-Lacq-Orthez (Pro B) trener
- 2011. - 2012.  Jeunes de Saint-Augustin Bordeaux Basket (Pro B)
- 2012. - 2013.  Élan béarnais Pau-Lacq-Orthez (Pro B)
- 2013. - 2015.  Élan béarnais Pau-Lacq-Orthez (Pro A)
- 2017. - 2018.  Boulazac Basket Dordogne (Pro B puis Pro A)

## Uspjesi

### Reprezentativni uspjesi
- Svjetsko prvenstvo u košarci
  - peto mjesto Svjetsko prvenstvo u košarci – Japan 2006.
- Europsko prvenstvo u košarci
  -  2005. Beograd Srbija
  - osmo mjesto Europsko prvenstvo u košarci – Španjolska 2007.

### Klupski uspjesi
Sa Pau-Orthez:
- Prvak košarkaškog prvenstva Francuske 1998., 1999., 2001.
- Košarkaški kup Francuske 2002.
- Trener sezone francuske lige 1999.

## Vanjske poveznice
- Sportske novosti, 22. rujna 1998., str. 12
- Ligue Nationale de Basket-ball  Arhivirana inačica izvorne stranice od 8. travnja 2014. (Wayback Machine)